# Цукурс, Герберт
Ге́рберт Цу́курс (Хербертс Цукурс, латыш. Herberts Cukurs, 17 мая 1900, Либава, Курляндская губерния, Российская империя — 23 февраля 1965, Монтевидео, Уругвай) — латвийский коллаборационист, лётчик, авиаконструктор, журналист. До Второй мировой войны был известным авиатором. В годы войны — член карательной команды В. Арайса, причастной к массовым убийствам евреев, гауптштурмфюрер СС. Несмотря на подозрения в причастности к военным преступлениям, судим не был. Был ликвидирован спецслужбами Израиля в Уругвае.

## Биография

Сконструированный Цукурсом самолёт Cukurs C-6 Trīs Zvaigznes

Родился в Либаве 4 (17) мая 1900 года. 24 мая того же года был крещён в лютеранской церкви Св. Анны в Либаве. Сын слесаря Яниса Цукурса, который затем стал владельцем механической мастерской, где будущий авиатор практиковался в механике, и его жены Анны Скудре.
В молодости участвовал в борьбе за независимость Латвии, придерживался националистических взглядов. В 1919 году начал службу в латвийской авиации. Однако в 1926 году был в чине старшего лейтенанта уволен из армии за «причастность к террористической деятельности». Работал водителем.

### Карьера авиатора
В том же 1926 году Цукурс сам занялся конструированием летательных аппаратов. Между 1926 и 1934 гг. он разработал и построил планёр и три самолёта. Одним из них был C-3 с 80-сильным мотором, который Цукурс собрал из двух двигателей «Renault» 1916 года.
Известен своим полётом на самолёте под мостом Военной гавани. В 1933 году Герберт Цукурс совершил полёт в Гамбию. Он покинул Латвию 28 августа 1933 года и, после долгого перелёта по Африке, вернулся 25 мая 1934 года, через 10 дней после установления диктатуры Улманиса, и сразу стал героем. Его восстановили в вооружённых силах Латвии в чине капитана.
Славе пилота способствовали его писательские способности — по возвращении он опубликовал дневник «Мой полёт в Гамбию». В 1937 году написал роман «Между землёй и солнцем», где главный герой — лётчик. В 1936 Цукурс совершил полёт в Токио, летал в Палестину. В 1940 году, после присоединения Латвии к СССР, самолёт Цукурса был конфискован новыми властями, поскольку был построен на средства военного министерства Латвии. Однако, Цукурсу были сохранены все привилегии, и его даже приглашали для обмена опытом в Москву в ОКБ имени Яковлева.

### В команде Арайса
В июле 1941 года, сразу вслед за взятием Риги немецкими войсками, Цукурс вступил добровольцем сначала во вспомогательную полицию, а потом в карательную команду Арайса, принимавшую участие в массовых убийствах латвийских евреев в Рижском гетто и в Румбуле. Первое время был начальником гаража и оружейного склада, а затем командовал батальоном.
Считается соучастником многих убийств. В современных российских изданиях описывается, что Цукурс ездил по гетто на машине, стреляя из пистолета во встречных евреев, а в ноябре 1941 года Цукурс, будучи руководителем первого уничтожения жителей Рижского гетто, лично убивал отстающих от колонны стариков и больных.

#### Показания свидетелей
Свидетельства преступлений Герберта Цукурса, хранящиеся в музее «Евреи в Латвии», были опубликованы и в латвийском журнале «Открытый город».
Исаак Крам рассказал о событиях 30 ноября в Рижском гетто (показания хранятся в Библиотеке Винера, Лондон), когда он наблюдал, как одетый в униформу военного лётчика Герберт Цукурс командовал солдатами, заставлявшими Исаака и других людей грузить в сани убитых евреев, чтобы увезти их на кладбище. «Одна еврейка стала кричать, когда её потащили в грузовую машину, — она хотела, чтобы её дочь осталась с ней. Цукурс застрелил её из своего пистолета. Я также видел, как Цукурс направил свой пистолет на какого-то ребёнка, который плакал, потому что не мог найти свою мать в толпе. Одним выстрелом он убил ребёнка».
Геннадий Мурниекс, бывший подчинённый Цукурса, в 1976 году рассказал, как в марте 1942 года в Бикерниекском лесу расстреливали евреев, привезённых в Ригу из стран Западной Европы. Стоя в оцеплении примерно в 30 метрах от ямы, Мурниекс видел, что Арайс с 3-4 немецкими офицерами из Полиции безопасности находились у ямы вместе с латышскими офицерами вспомогательной полиции безопасности Дибиетисом, Цукурсом, Лаукерсом. Он видел, что Арайс много раз подходил к яме, брал у одного из сослуживцев автомат и стрелял из него в яму, когда туда спускались евреи. Из немецких офицеров в жертв стрелял Краузе. Цукурс тоже стрелял из автомата.
В Бикерниекском лесу, куда 23 апреля 1942 года грузовики непрерывно подвозили обречённых, Цукурс проводил расстрелы на протяжении всего дня, свидетельствовал солдат его батальона Роберт Пуриньш. Он же подтвердил, что Цукурс лично расстреливал советских партизан возле станции Насва. По показаниям свидетелей, Арайса и Цукурса в карательную операцию в Насву немцы отправили в наказание за то, что они присваивали еврейские ценности.
В интервью бразильской газете «O Journal», на которое ссылается латышская эмигрантская «Londonas avīze», Цукурс признавался, что поскольку после прихода коммунистов к власти «жиды заняли важные посты в правительстве и уничтожили много латышей», то с приходом немцев «жидов, которые сотрудничали с красными, убивали, и я, прогоняя коммунистов, возможно, убил несколько жидов».

### Бегство в Бразилию
Незадолго до окончания войны Цукурс покинул Латвию и уехал во Францию. Был арестован британцами, но освобождён, так как не был опознан как преступник. Поселился с женой Милдой и сыновьями Гербертом и Гунаром в Бразилии, где открыл лётную школу и экскурсионное бюро.
Конфедерация еврейских общин Рио-де-Жанейро потребовала от властей судить Цукурса. СССР, не имевший дипломатических отношений с Бразилией, сделал запрос через посольство Польши о выдаче Цукурса. Просьбы не были удовлетворены.

### Смерть

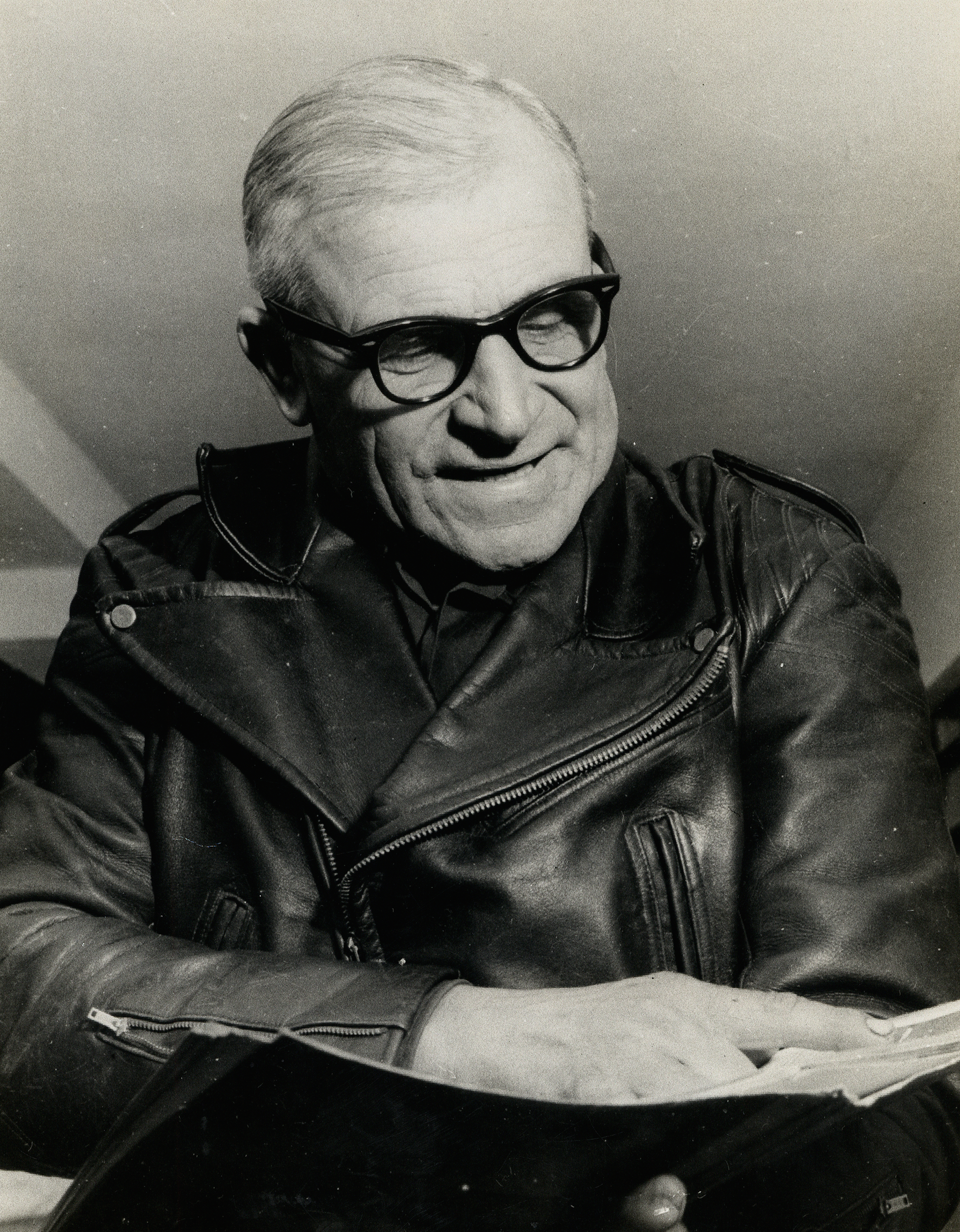
Герберт Цукурс в 1965 году

Согласно одной из версий, к гибели Цукурса причастны израильские спецслужбы. В середине 60-х годов агентам израильской разведки «Моссад» удалось найти «рижского палача». Они хотели переправить его, как гитлеровского «специалиста по евреям» Эйхмана, в Израиль для суда. Один из агентов прикинулся эсэсовцем и, «предупредив» Цукурса об опасности, посоветовал бежать в Уругвай. Был даже заготовлен ящик — Цукурса собирались усыпить и вывезти. Операция сорвалась в Монтевидео — Цукурс заподозрил что-то неладное. Поэтому «Моссад» решил убить его на месте, что и было сделано 23 февраля 1965 года.
7 марта 1965 года израильская газета «Едиот Ахронот» вышла под заголовком «Цукурс, убийца рижских евреев, похищен и найден убитым в ящике в Уругвае». В этот день об уничтожении Цукурса сообщали и другие газеты в Израиле и в мире — среди них была и газета «Советская Латвия», опубликовавшая статью об убийстве Цукурса «Собаке — собачья смерть».
По другой версии (официальной версии Моссада), Цукурс был выслежен в Бразилии чудом уцелевшим евреем из Рижского гетто, в котором он потерял всю свою семью. Тот сумел войти к нему в доверие, представившись лейтенантом вермахта, раненным на Восточном фронте, и пригласил съездить в Уругвай, где предложил стать его компаньоном. Во время совместного осмотра помещений, якобы для открытия фирмы, Цукурс был привезён в специально арендованный дом, в котором его ждала засада, группа ликвидации из нескольких агентов Моссада. Цукурсу был зачитан приговор, в котором его обвинили в геноциде, после чего он был застрелен двумя выстрелами в голову.
Подробности гибели были опубликованы агентом под псевдонимом Антон Кюнцле, убившим Цукурса, в книге «Ликвидация палача из Риги».
В конце 1960-х годов в Стокгольме вышла книга латышского эмигранта Яниса Карклиньша «Латышский Уленшпигель» о жизни в довоенной Латвии, в которой в том числе сказано, что Герберт Цукурс был популярным латышским лётчиком, который летал в разные страны, а после войны его убили агенты израильских спецслужб. В 1997 году книгу переиздали в Латвии.
В вышедшей в 2012 году книге «Spies Against Armageddon» (авторами являются специализирующийся на освещении работы секретных служб Израиля журналист газеты «Гаарец» Йоси Мельман и бывший журналист и бизнесмен Дан Равив) написано, что глава «Моссад» в 1963—1968 гг. Меир Амит в 1964 году отдал приказ разыскать и уничтожить Цукурса, что и было сделано.

## Семья
У Цукурса была дочь Антинея Долорес, в браке носившая фамилию Цукурс Риццотто. Её внучка, правнучка Цукурса, — латвийско-бразильская певица Лаура Риццотто.

## Награды
- Орден Трёх звёзд 4-й степени (18 ноября 1937)[22]

## Оценка личности Цукурса в XXI веке
Летом 2004 году ультраправым латышским объединением «Союз национальных сил» (NSS) были распространены памятные почтовые конверты с изображением Герберта Цукурса.
В июне 2005 года в Лиепае прошла выставка, посвящённая жизненному пути латышского военного лётчика. В то же время один из лидеров NSS Гунтар Ландманис подал в прокуратуру запрос о необходимости расследования убийства гражданина Латвии Герберта Цукурса. Генеральная прокуратура Латвии дважды отклонила иски о реабилитации Герберта Цукурса. Министерство иностранных дел Латвии осудило такие действия, как выпуск почтовых конвертов в его честь.
В мае 2005 года представители еврейской общины в Риге выразили тревогу в связи с ростом числа публикаций и мероприятий, посвящённых Цукурсу и призванных, по их мнению, «обелить палачей еврейского народа». По словам главного раввина Риги Мордехая Глазмана, это не первая попытка «пересмотреть моральные уроки, вынесенные из трагедии Холокоста», однако в данном случае авторы принадлежат респектабельным изданиям. М. Глазман увязывает с этими публикациями рост антисемитских проявлений в Риге.
11 октября 2014 года состоялась премьера мюзикла «Цукурс. Герберт Цукурс».
На очередном заседании Постоянного совета ОБСЕ представитель Латвии, посол Бахтиёр Хасан выступил с заявлением, выражая позицию государства в связи с постановкой мюзикла о Г. Цукурсе. Посол в своём заявлении подчеркнул, что «в Латвии, как демократической стране, соблюдается свобода слова. Несмотря на то, что созданием постановки занимается независимый продюсер и независимая творческая группа по частной инициативе, министр иностранных дел Латвии Эдгарс Ринкевичс (10 октября), принимая на себя полную ответственность, от имени всего правительства выразил чёткую позицию по этому вопросу, осудив выбор авторов постановки посвятить её Цукурсу, который во время Второй мировой войны был членом печально знаменитой и преступной „команды Арайса“». МИД Израиля «решительно осудил постановку в Латвии мюзикла, в котором восхваляется нацистский преступник Герберт Цукурс».
В 2006 году Генеральная прокуратура Латвии начала уголовный процесс о возможной причастности Герберта Цукурса к уничтожению еврейского мирного населения, запросив документы у России, Германии, Бразилии и Израиля. Присланные из России документы прокуратура сочла не имеющими юридической силы из-за их оформления (отсутствие подписей на протоколах допросов и т. п.), Израиль не откликнулся, а на основании бразильских и германских документов прокуратура сочла, что ни один из инкриминируемых Цукурсу эпизодов нельзя доказать. 

В 2018 г., после 13 лет расследования, дело было закрыто. После возмущения общественности это решение было отменено.

В 2019 году уголовное дело вновь было открыто по ходатайству Латвийского совета еврейских общин и приходов. Заявление основывалось на новых обстоятельствах, в том числе на показаниях частного лица, проживающего в Израиле (тот свидетельствовал, что якобы лично видело Цукурса и наблюдал за его действиями в Рижском гетто во время конвоирования заключенных в Румбулу). 

В 2025 году Генпрокуратура Латвии приняла решение возобновить уголовное дело по факту возможного участия Герберта Цукурса в уничтожении мирного еврейского населения.
В 2020 году издательство Музея авиации Латвии издало книгу Цукурса «Мой полёт в Японию», что российское посольство в Латвии назвало «актом героизации нацистского преступника».